# Monoblemma becki
Espèce
Monoblemma becki est une espèce d'araignées aranéomorphes de la famille des Tetrablemmidae.

## Distribution
Cette espèce est endémique d'Amazonas au Brésil,.

## Description
Le mâle holotype mesure 0,86 mm.

## Étymologie
Cette espèce est nommée en l'honneur de Ludwig Beck.

## Publication originale
- Brignoli, 1978 : Spinnen aus Brasilien IV. Zwei neue blinde Bodenspinnen aus Amazonien (Arachnida, Araneae). Beitrage zur naturkunde Forschung Südwest-Deutschland, vol. 37, p. 143-147 (« texte intégral »(Archive.org • Wikiwix • Archive.is • Google • Que faire ?)).